# إسحاق هاركر
إسحاق هاركر (بالإنجليزية: Isaac Harker)‏ هو لاعب كرة قدم كندية أمريكي، ولد في 1995 في لبنان في الولايات المتحدة.